# Blewett Pass
Der Blewett Pass (1.257 m hoch) ist ein Gebirgspass in den Wenatchee Mountains (einer Osterweiterung der Kaskadenkette) im US-Bundesstaat Washington, der vom U.S. Highway 97 (US 97) gequert wird. Benannt nach Edward Blewett, einem Bergbauunternehmer der 1880er Jahre aus Seattle, liegt er auf der Route des historischen Yellowstone Trail, der ersten transkontinentalen Auto-Straße.
Anders als viele gut bekannte Pässe auf dem Hauptkamm der Kaskaden, liegt der Blewett Pass an der Wasserscheide zwischen dem Wenatchee River im Norden und dem Yakima River im Süden. Der Highway über den Pass verbindet die Interstate 90 (I-90) zwischen Seattle and Ellensburg mit dem U.S. Highway 2 zwischen Monroe und Wenatchee. Die Route von Seattle nach Wenatchee über den Snoqualmie Pass und den Blewett Pass ist eine annehmbare Alternative zu der weiter nördlich gelegenen Route über den Stevens Pass.
Der heute Blewett Pass genannte Pass hieß früher Swauk Pass. Er sollte nicht mit dem Old Blewett Pass verwechselt werden, welcher etwa 8 km westlich der heutigen Passhöhe auf einer geringeren Höhe (1.239 m) liegt. Die alten Passstraßen sind die Forest Road 9715 und die Forest Road 7320. Sie werden im Winter geschlossen, so dass eine saisonale Erholung stattfinden kann. Man sollte sich beim Forest Service im Wenatchee National Forest über die Wiedereröffnung in den wärmeren Monaten informieren, bevor man die Straßen benutzt.